# 西臨港線自行車道

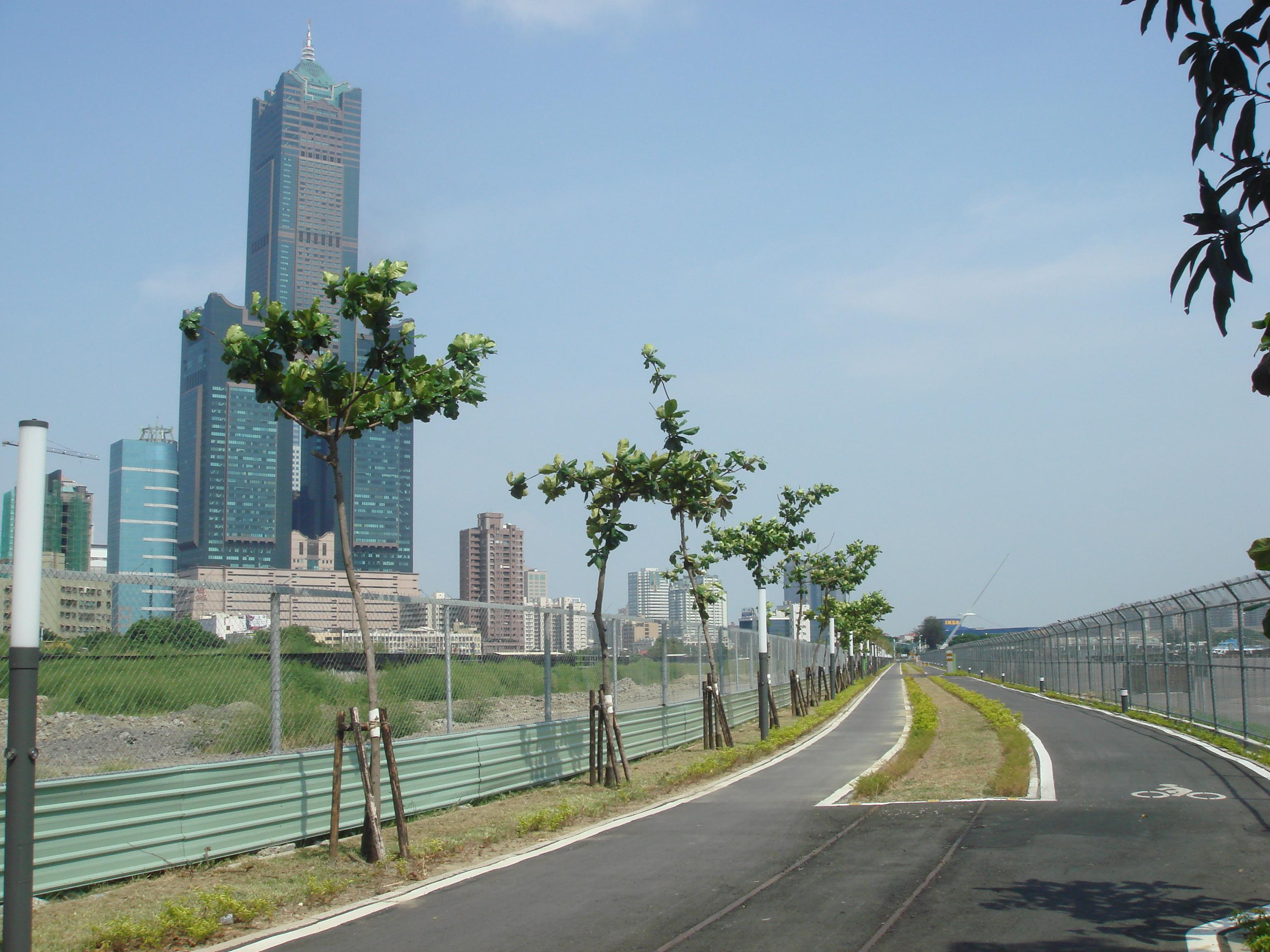
西臨港線自行車道
光榮碼頭到新光碼頭段

西臨港線自行車道為高雄市的一條自行車道，狹義的西臨港線自行車道指的是從漁人碼頭到夢時代這段有鋪上木板並獨立為一條長1260公尺專屬道路的自行車道；廣義的西臨港線自行車道則是都會自行車車道系統特別規畫的三條自行車道之一，包含西子灣自行車道、前鎮河自行車道及上述狹義的西臨港線自行車道共五公里長。另外西臨港線自行車道為臨港線及前鎮河自行車道系統（又簡稱為南區系統）的主幹。本頁面介紹的為廣義的西臨港線自行車道，但是西子灣、前鎮河因有主頁面，在此只概述。

## 西子灣自行車道
西子灣自行車道目前尚在規劃，並無開闢專屬道路，不過大多自行車族都不視漁人碼頭為西臨港線的終點，且漁人碼頭的自行車道地圖也已先把西子灣自行車道列入，所以可以稱為西臨港線的延伸線。從漁人碼頭繼續往西，經過高雄市檢疫所、高雄海關，轉入鼓山一路，再轉入臨海二路，經過捷運西子灣站，有武德殿、忠烈祠等景點，之後沿著第一船渠旁的哨船街，有哨船頭、打狗英國領事館、雄鎮北門、高雄十八王公廟等景點，再從蓮海路經過西子灣風景區與中山大學的大門，最後到達西子灣海水浴場。

## 西臨港線自行車道

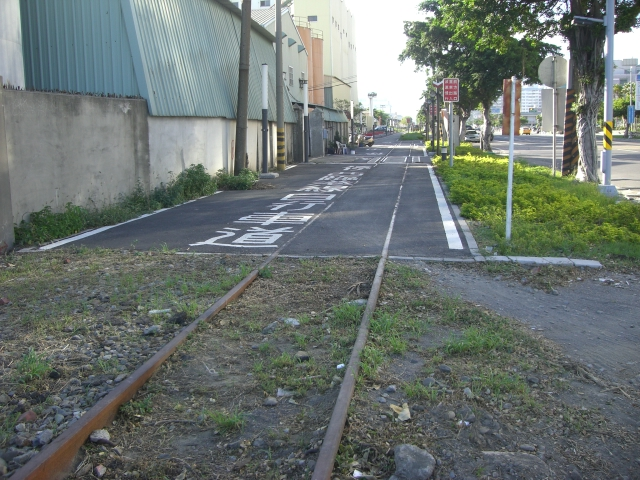
夢時代旁的起點

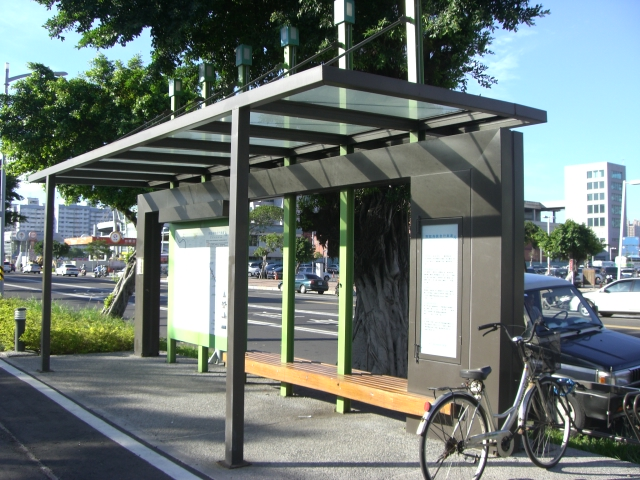
沿路上的休息亭

西臨港線自行車道主要為已廢棄的第一臨港線鋪上木板、磚塊而成，起點為漁人碼頭，沿著舊鐵道，經過高雄港車站、捷運西子灣站後面，在大轉彎向東進入舊第一臨港線（亦可漁人碼頭直接向東再左轉進入七賢三路，也會與西臨港線垂直相交，只是沒有自行車道；而不左轉則可進入蓬萊路，有高雄港港史館等景點）。
沿路可經過高雄港牌樓、駁二特區、鹽埕觀光碼頭，其中也與規劃中的大勇路自行車道相交；然後轉進真愛碼頭，通過苓雅寮橋棧道（橫跨愛河的橋，可以直接將愛河出海口（第四船渠）的海天一色美景盡收眼底）；過橋後為光榮碼頭，沿著海邊路，在四維四路與四維路自行車道相交，之後來到新光碼頭與海洋之星。
新光碼頭可繼續沿著舊鐵道上鋪設的木板進入成功一路(其實是在一旁獨立的自行車道)，也可沿著海邊開拓的新自行車道到達復興四路底的海岸公園，然後再左轉回到成功路與前述路線接回，兩條路線所夾之將近一個中央公園大小的超大空地原為亞太多功能經貿園區的預定地，目前計畫暫緩。兩條路線合一後沿著成功二路(過了復興路成功一路改稱二路)往南經過海洋文化及流行音樂中心預定地，然後由成功橋跨過第五船渠，亦可左轉進入五號船渠自行車道，而再往南左側為台糖物流園區，最後終點站位於時代大道、夢時代。以上為狹義的西臨港線自行車道全路線。
之後的路段就回歸馬路，但是路寬車少，亦可繼續往南至凱旋四路、成功二路、擴建路所夾的三角公園，然後轉進擴建路，經過公車前鎮總站，轉進新生路口(擴建路如繼續前進則進入前鎮加工出口區)，之後就與前鎮河自行車道相交。而未來規劃成功二路轉進凱旋三路，右轉進入鎮興路(左轉進入規劃中的中華路自行車道)，可以接入前鎮河自行車道。
此外，全線前鎮區、苓雅區、鹽埕區段皆為環狀輕軌的規劃路線區，日後定有一番新風貌。

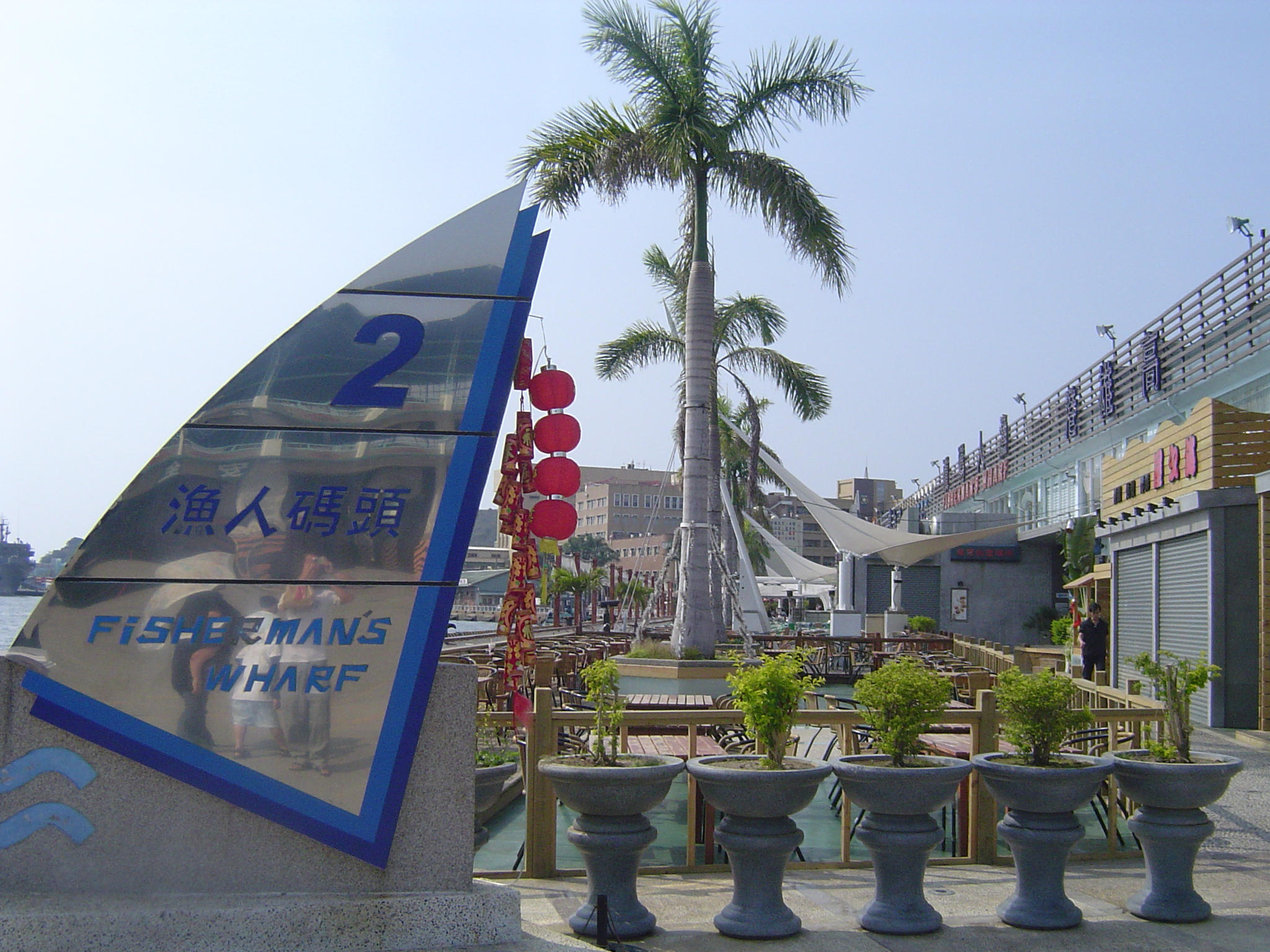
漁人碼頭

### 漁人碼頭
漁人碼頭為一觀景親水休閒區。沿著碼頭邊各式露天咖啡廳林立，碼頭旁的活動廣場不定期提供表演節目供民眾觀賞，並有遊港船可搭乘遊覽高雄港二號碼頭的水上風光。

### 駁二藝術特區
駁二藝術特區位於鹽埕區大勇路南端盡頭。「駁二」係指第二號接駁碼頭，位於高雄港第三船渠內，建於1973年6月12日，原為一般的港口倉庫。2000年市政府因尋找國慶煙火施放場所，偶然發現這個具有實驗性的場域。

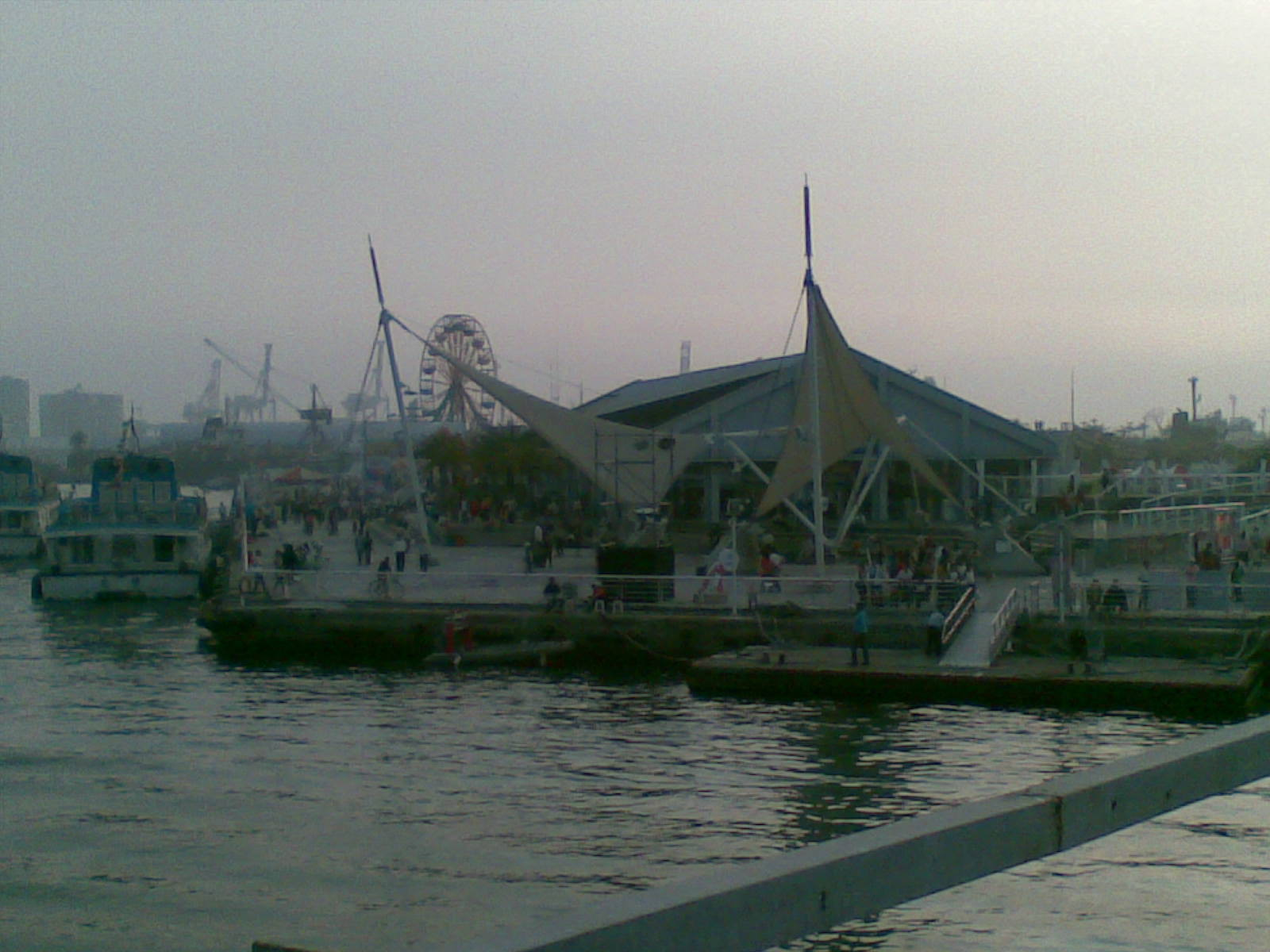
真愛碼頭

### 真愛碼頭
真愛碼頭原是散裝貨輪碼頭，但隨著貨櫃輪興起而逐漸沒落，以致閒置。市政府交通局向交通部高雄港務局租藉此碼頭，由市政府工務局開發，推動河港交通航線計畫，做為河運及港運的轉運站。

### 光榮碼頭

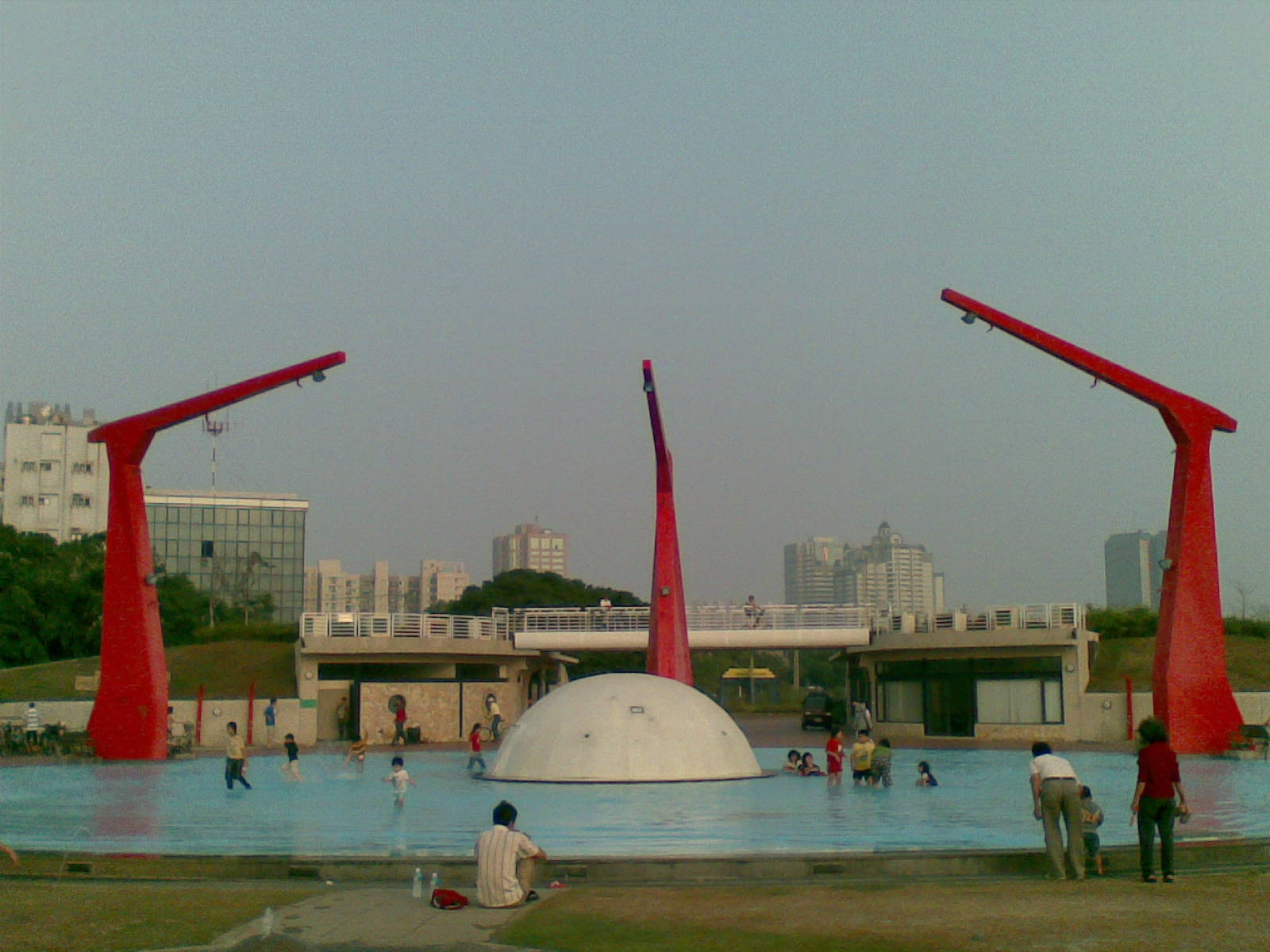
海洋之星

光榮碼頭'，位於愛河出海口第四船渠的東側，曾是軍用港口，擔任運送後援物資與載服役官兵前往金門的重責，在大家拉倒最後一片圍牆，象徵打破水陸藩籬，勾起許多曾在金門服兵役的士兵，難忘的回憶。在改造後將成為一個市民可以親水的地方。

### 新光碼頭
新光碼頭與海洋之星原為高雄港第22號碼頭，位於新光路底，裡面設有海岸公園及新光園道兩大地區。之後，還建設了一座戲水池。每年都會在此舉辦跨年晚會、高雄燈會和高雄國際貨櫃藝術節。

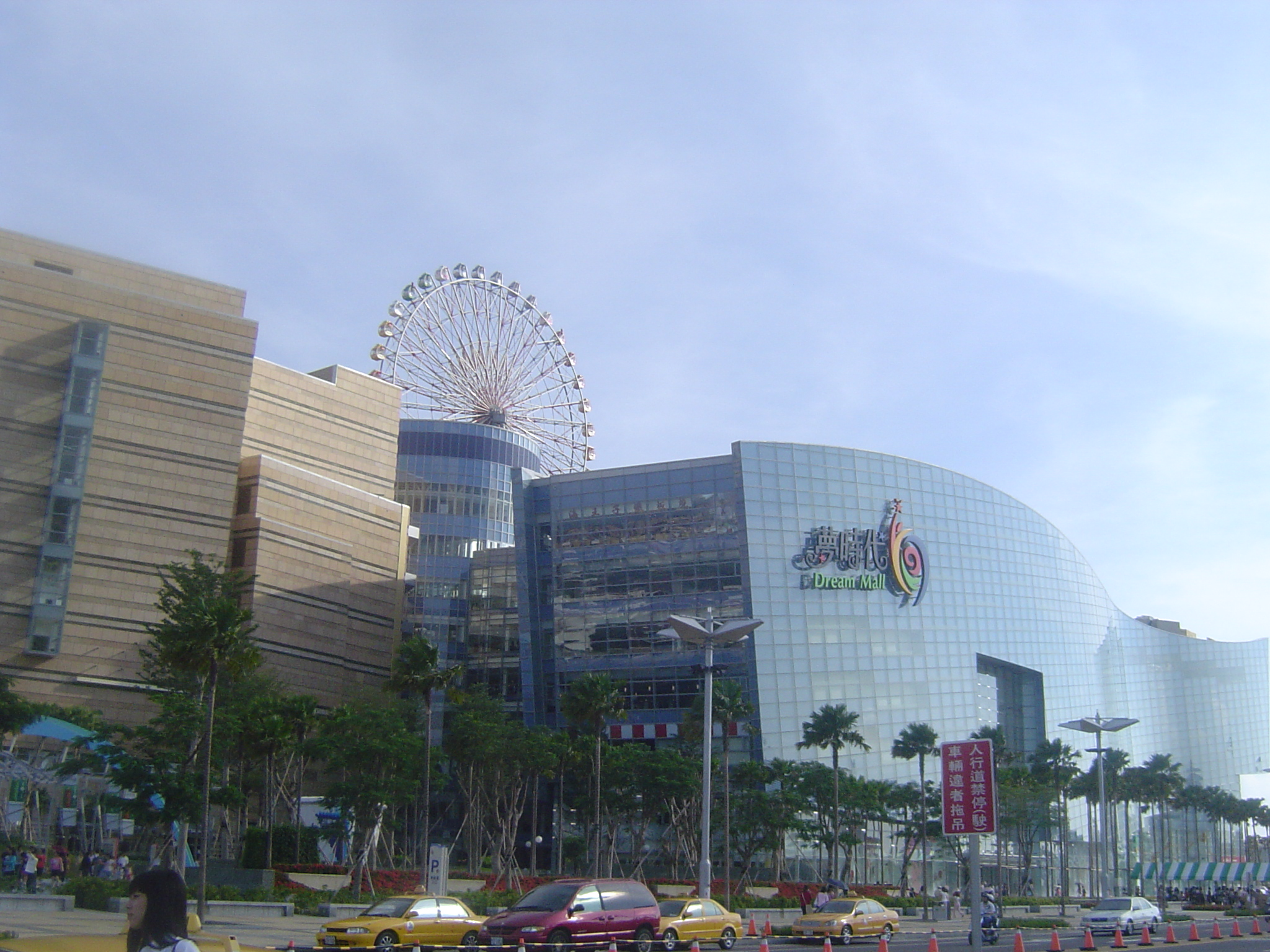
夢時代

### 夢時代
夢時代購物中心於2007年5月於中華五路正式開幕，統一企業的旗下事業之一，號稱是全台灣最大的購物中心，為京華城的2倍、漢神百貨的7倍。並且佔地廣大，特別開設一條垂直中華五路的「時代大道」通到高雄南北交通要道中山路，全長走路至少十分鐘才走的完，寬度也有四線道（加上約二線道寬的人行道）。並坐有公車總站之一的前鎮站，與中山路的捷運紅線凱旋站，交通非常發達。

並且設有大螢幕，每當有重要棒球賽事（王建民、國際賽等），都可以在其前的大廣場觀賽。且其交通方便外，停車格之多，亦是別的百貨公司望塵莫及。內容除了占了六個樓層的統一阪急百貨外，還有許多平常百貨公司不賣的青少年物品（如西門町、新堀江所賣的東西），並設有喜滿客影城，頂樓還有全台最高的高雄之眼摩天輪。可以說應有盡有，逛一天都逛不完。

## 前鎮河自行車道
前鎮河自行車道亦為高雄市重點自行車道之一，起點為前鎮河與新生路的交會南處。沿著河岸的興順街，到達興仁橋後，河岸有獨自的自行車道(部分路段因為住家門口，而開放給車子使用)。並經過前鎮國小後門的興仁公園，未來可以轉接興仁路→康定路→鎮中路的自行車道，之後經過鎮興橋，目前規畫以後鎮興橋到對岸的鎮興路一直到通過凱旋四路口後續接規劃中的中華路自行車道。而前鎮河自行車道底端為翠亨路，可向南續接翠亨路自行車道，向北續接規畫中的中山三路自行車道，也可迴轉到對岸以返程。返程中經過前鎮河親水公園，為重要景點，之後一路會到新生路，而過了新生路即為前鎮渡輪站，可以搭船至旗津的中洲渡輪站。而全線過了新生路到海邊的路段尚在規劃中。

## 相關連結
- 高雄市自行車道列表
- 高雄市自行車道官網西臨港線自行車道介紹